# Mis tesis sobre el papel de la sexualidad en la etiología de las neurosis
Mis tesis sobre el papel de la sexualidad en la etiología de las neurosis, en alemán Meine Ansichten über die Rolle der Sexualität in der Ätiologie der Neurosen, es un manuscrito de Sigmund Freud de junio de 1905.
En palabras de James Strachey, el aspecto más destacado de este trabajo es que Freud expone claramente por primera vez su renuncia a la idea de que los traumas son la causa principal de la histeria y enfatiza la importancia de las fantasías. Estas opiniones ya las había compartido en privado con Wilhelm Fliess muchos años antes.

## Contenido

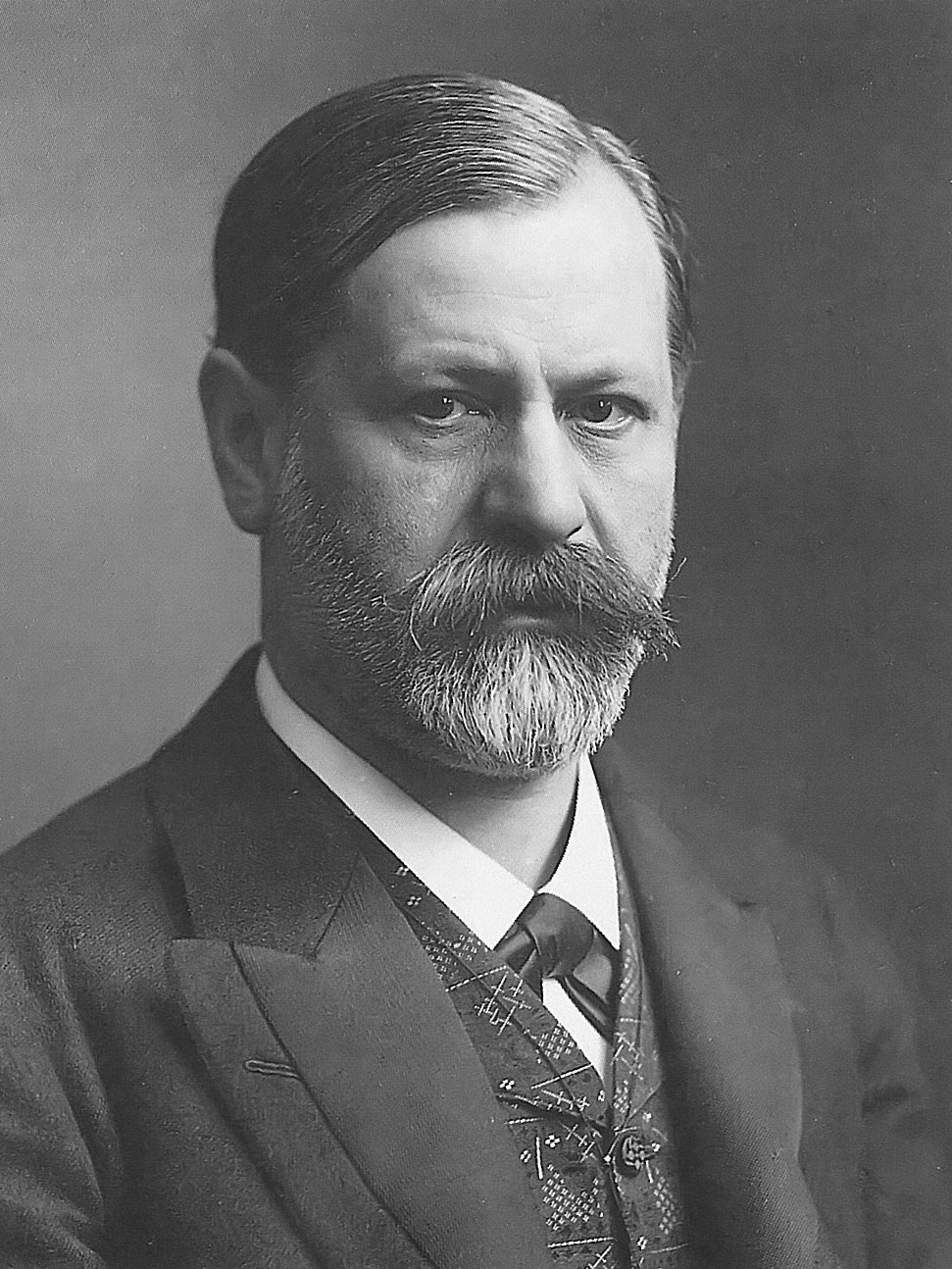
Freud en 1905, año en que escribió el manuscrito

La obra resume la teoría de Freud sobre la importancia de la sexualidad en la etiología de las neurosis. Freud señala que inicialmente su teoría se refería a las neurosis conocidas como neurastenia y neurosis de angustia, donde notó la presencia de perturbaciones sexuales en los neuróticos. A medida que investigaba estas perturbaciones, descubrió que los factores sexuales desempeñaban un papel patogénico en la formación de las neurosis.
Freud observó que la forma de presentación de la enfermedad, ya sea neurastenia o neurosis de angustia, estaba relacionada con el tipo de perturbación sexual experimentada por el paciente. Además, encontró que las vivencias sexuales infantiles tenían un papel fundamental en la génesis de los síntomas histéricos. Estos descubrimientos llevaron a Freud a postular que las experiencias sexuales, especialmente en la infancia, desempeñaban un papel crucial en la etiología de las neurosis.
Sin embargo, a medida que Freud profundizaba en su investigación, corrigió algunos de sus errores iniciales. Descubrió que algunas fantasías sexuales de los pacientes eran invenciones de recuerdos y que el "trauma sexual infantil" debía ser reemplazado por el "infantilismo de la sexualidad". Además, Freud reconoció la importancia de los factores constitucionales y hereditarios en la causación de las neurosis.